# Кубок Шотландії з футболу 1909—1910
Кубок Шотландії з футболу 1909–1910 — 37-й розіграш кубкового футбольного турніру у Шотландії. Титул вперше здобув Данді.

## Перший раунд
| Команда 1                    | Рахунок | Команда 2                |
| ---------------------------- | ------- | ------------------------ |
| 15 січня 1910                |         |                          |
| Іст Файф (-)                 | 4:1     | Герлфорд (-)             |
| 22 січня 1910                |         |                          |
| Абердин (1)                  | 2:2*    | Бонесс (-)               |
| Ейр (2)                      | 3:2     | Аллоа Атлетік (-)        |
| Безгейт (-)                  | 0:4     | Гарт оф Мідлотіан (1)    |
| Дуглас Вондерерс (-)         | 0:6     | Ейрдріоніанс (1)         |
| Дамбартон (2)                | 1:2     | Селтік (1)               |
| Данді (1)                    | 1:1     | Бейз (-)                 |
| Фолкерк (1)                  | 3:0     | Порт-Глазго Атлетік (1)  |
| Гамільтон Академікал (1)     | 0:0     | Гіберніан (1)            |
| Кілмарнок (1)                | 0:0     | Терд Ланарк (1)          |
| Літ Атлетік (2)              | 0:1     | Клайд (1)                |
| Грінок Мортон (1)            | 4:3     | Партік Тісл (1)          |
| Мотервелл (1)                | 1:0     | Форфар Атлетік (-)       |
| Квінз Парк (1)               | 0:0     | Керколді Юнайтед (-)     |
| Рейнджерс (1)                | 5:1     | Інвернесс Тісл (-)       |
| Сент-Міррен (1)              | 8:0     | Елгін Сіті (-)           |
| 29 січня 1910 (перегравання) |         |                          |
| Данді (1)                    | 1:0     | Бейз (-)                 |
| Гіберніан (1)                | 2:0     | Гамільтон Академікал (1) |
| Терд Ланарк (1)              | 6:1*    | Кілмарнок (1)            |
| 5 лютого 1910 (перегравання) |         |                          |
| Абердин (1)                  | 3:0     | Бонесс (-)               |
| Терд Ланарк (1)              | 2:0     | Кілмарнок (1)            |
| Квінз Парк (1)               | 6:1     | Керколді Юнайтед (-)     |

* - результат скасовано, було призначено повторний матч.

## Другий раунд
| Команда 1                     | Рахунок | Команда 2             |
| ----------------------------- | ------- | --------------------- |
| 5 лютого 1910                 |         |                       |
| Ейр (2)                       | 0:1     | Гіберніан (1)         |
| Клайд (1)                     | 2:0     | Рейнджерс (1)         |
| Данді (1)                     | 3:0     | Фолкерк (1)           |
| Мотервелл (1)                 | 3:0     | Грінок Мортон (1)     |
| Сент-Міррен (1)               | 2:2     | Гарт оф Мідлотіан (1) |
| 12 лютого 1910                |         |                       |
| Абердин (1)                   | 3:0     | Ейрдріоніанс (1)      |
| Селтік (1)                    | 3:1     | Терд Ланарк (1)       |
| Іст Файф (-)                  | 2:3     | Квінз Парк (1)        |
| 12 лютого 1910 (перегравання) |         |                       |
| Гарт оф Мідлотіан (1)         | 0:0     | Сент-Міррен (1)       |
| 16 лютого 1910 (перегравання) |         |                       |
| Гарт оф Мідлотіан (1)         | 4:0     | Сент-Міррен (1)       |

## Чвертьфінали
| Команда 1                     | Рахунок | Команда 2             |
| ----------------------------- | ------- | --------------------- |
| 19 лютого 1910                |         |                       |
| Селтік (1)                    | 2:1     | Абердин (1)           |
| Гіберніан (1)                 | 0:1*    | Гарт оф Мідлотіан (1) |
| Квінз Парк (1)                | 2:2     | Клайд (1)             |
| 26 лютого 1910                |         |                       |
| Мотервелл (1)                 | 1:3     | Данді (1)             |
| 26 лютого 1910 (перегравання) |         |                       |
| Гарт оф Мідлотіан (1)         | 0:1     | Гіберніан (1)         |
| Клайд (1)                     | 2:2     | Квінз Парк (1)        |
| 2 березня 1910 (перегравання) |         |                       |
| Клайд (1)                     | 2:1     | Квінз Парк (1)        |

* - результат скасовано, було призначено повторний матч.

## Півфінали
| Команда 1                      | Рахунок | Команда 2     |
| ------------------------------ | ------- | ------------- |
| 12 березня 1910                |         |               |
| Клайд (1)                      | 3:1     | Селтік (1)    |
| Гіберніан (1)                  | 0:0     | Данді (1)     |
| 19 березня 1910 (перегравання) |         |               |
| Данді (1)                      | 0:0     | Гіберніан (1) |
| 23 березня 1910 (перегравання) |         |               |
| Данді (1)                      | 1:0     | Гіберніан (1) |

## Фінал
| 9 квітня 1910 15:00 (CET) |

| Данді (1)        | 2:2 | Клайд (1)   |
| ---------------- | --- | ----------- |
| Хантер Ленглендс |     | Челмерс Буз |

| Айброкс-Парк, Глазго Глядачів: 60 000 |

### Матч-перегравання
| 16 квітня 1910 15:00 (CET) |

| Данді (1) | 0:0 | Клайд (1) |
| --------- | --- | --------- |
|           |     |           |

| Айброкс-Парк, Глазго Глядачів: 25 000 |

| 20 квітня 1910 15:00 (CET) |

| Данді (1)      | 2:1 | Клайд (1) |
| -------------- | --- | --------- |
| Белламі Хантер |     | Челмерс   |

| Айброкс-Парк, Глазго Глядачів: 25 000 |